# The Mekons Rock'n'Roll
The Mekons Rock 'n Roll è l'ottavo album in studio del gruppo musicale inglese The Mekons. Pitchfork ha inserito l'album al numero 97 nella sua lista dei 100 migliori album degli anni '80.  Nel dicembre 2007 Blender (rivista) ha classificato l'album al 97 ° posto nei 100 migliori album indie-rock di sempre .

## Tracce
1. Memphis, Egypt – 3:37
2. Club Mekon – 3:29
3. Only Darkness Has the Power – 3:28
4. Ring O' Roses – 4:07
5. Learning to Live on Your Own – 4:37
6. Cocaine Lil – 4:35
7. Empire of the Senseless – 4:35
8. Someone – 2:44
9. Amnesia – 4:31
10. I Am Crazy – 3:28
11. Heaven and Back – 3:16
12. Blow Your Tuneless Trumpet – 3:56
13. Echo – 4:33
14. When Darkness Falls – 3:53